# Revival (Gillian Welch)
Revival è il primo album in studio della cantautrice statunitense Gillian Welch, pubblicato nel 1996.

## Tracce
1. Orphan Girl – 3:57
2. Annabelle – 4:03
3. Pass You By – 3:57
4. Barroom Girls – 4:14
5. One More Dollar – 4:34
6. By the Mark – 3:40
7. Paper Wings – 3:57
8. Tear My Stillhouse Down – 4:32
9. Acony Bell – 3:06
10. Only One and Only – 5:33